# 캄란 바파
캄란 바파(페르시아어: کامران وفا [kɒːmˈrɒːn væˈfɒː], 영어: Cumrun Vafa, 1960년, 테헤란 -)는 이란계 미국인 물리학자다. 하버드 대학교에 재직 중인 지도적인 위치의 끈이론 학자이다. 2008년 디랙 메달을 받았다.

## 생애
캄란 바파는 1960년 이란의 테헤란에서 태어났으며, 이란의 명문인 알보르즈 고등학교를 졸업하고 1977년 도미하였다. 매사추세츠 공과대학교에서 수학과 물리학을 복수 전공하여 학사 학위를 취득하고, 1985년 프린스턴 대학교에서 에드워드 위튼의 지도 하에 박사 학위를 취득하였다. 이후 하버드 대학교의 주니어 펠로가 되었으며, 지금까지 계속해서 하버드에 재직 중이다. 현재 바파는 하버드의 과학 분야 도너 석좌교수이다.
바파는 지식과 혁신을 위한 이란인 네트워크(NIKI)의 이사이기도 하다.

## 연구
캄란 바파의 연구는 양자 중력의 본성과 기하학과 양자장론의 관계에 초점을 두고 있다. 바파는 앤드루 스트로민저와 함께 블랙홀의 베켄슈타인-호킹 엔트로피를 D-막의 미시적 상태로 설명하였다. 또한, 끈 쌍대성을 통해 드러나는 기하학과 양자장론 간의 관계를 설명하였다 (고파쿠마르-바파 추측 참조). 이 주제는 오늘날 "기하공학"(geometric engineering)이라고 불리는데, 원하는 성질을 가진 양자장론을 마치 공학적으로 설계할 수 있다는 것에 빗댄 것이다. 1997년에는 F이론을 개발하였는데, 이 이론은 현대 끈 이론 현상론에 핵심적인 역할을 한다.
바파는 계층 문제나 우주 상수 문제 같은 입자 물리학의 미해결 문제에 초끈이론을 응용하고 나아가 끈 쌍대성의 기저에 놓인 의미를 이해하는 데도 관심이 있다. 위상 끈 이론에 대해서도 많은 글을 썼으며, 앤드루 스트로민저와 함께 블랙홀 엔트로피의 미시적 기원에 관한 논문을 쓰기도 했다.

## 참고 문헌
1. ↑  “보관된 사본” (PDF). 2012년 7월 17일에 원본 문서 (PDF)에서 보존된 문서. 2013년 3월 12일에 확인함.
2. ↑  “Cumrun Vafa at Harvard University”. 2012년 2월 11일에 원본 문서에서 보존된 문서. 2013년 3월 12일에 확인함.

- “Cumrun Vafa”. 《수학 계보 프로젝트》 (영어). 미국 수학회.